# Tài chính công
Tài chính công nghiên cứu về vai trò của chính phủ trong nền kinh tế. Nó là một khía cạnh của ngành kinh tế học giúp đánh giá doanh thu của chính phủ và số tiền đã sử dụng của các cơ quan, nó còn là sự điều chỉnh của một hoặc nhiều thứ khác để đạt được hiệu quả mong muốn và tránh những cái không mong muốn. Quan điểm của tài chính công bao gồm các tác động của chính phủ đối với:
1. Việc phân bổ hiệu quả các nguồn lực sẵn có

1. Sự phân phối thu nhập giữa các công dân
2. Sự ổn định của nền kinh tế.

Nhà kinh tế học Jonathan Gruber đã đưa ra một tiêu chuẩn để đánh giá lĩnh vực tài chính công rộng lớn này. Gruber gợi ý rằng tài chính công nên được xem xét theo bốn câu hỏi trọng tâm:
1. Khi nào thì chính phủ nên can thiệp vào nền kinh tế? Có 2 nguyên nhân chính liên quan đến sự can thiệp của chính phủ: thị trường thất bại và sự phân phối lại thu nhập và tài sản.
2. Chính phủ có thể can thiệp bằng cách nào? Một khi quyết định can thiệp, chính phủ phải lựa chọn công cụ hoặc lựa chọn chính sách cụ thể để thực hiện can thiệp (ví dụ như cung cấp công cộng, thuế hoặc trợ cấp).
3. Ảnh hưởng của những biện pháp can thiệp đó đối với tình hình kinh tế là gì? Một câu hỏi để đánh giá tác động trực tiếp và gián tiếp cho sự can thiệp của chính phủ.
4. Và cuối cùng, tại sao các chính phủ lại chọn cách can thiệp theo cách đó? Câu hỏi này chủ yếu liên quan đến các vấn đề kinh tế chính trị, giả thuyết những cách mà chính phủ sẽ đưa ra chính sách công cộng.

## Tổng quan
Tài chính công là một trong những nhánh kinh tế cũ nổi bật về nêu vai trò và chức năng của chính phủ trong nền kinh tế. Chính phủ là một tổ chức chính thức hoặc không chính thức do người dân trong một khu vực cụ thể tạo ra để thực hiện các chức năng khác nhau như bảo vệ người dân khỏi các cuộc tấn công từ bên ngoài, bảo vệ tài sản tư nhân của người dân, tạo việc làm, duy trì luật pháp và trật tự nội bộ, cung cấp các nhu cầu xã hội như giáo dục, y tế,...
Vai trò chính của chính phủ là cung cấp điểm bắt đầu cho phân tích tài chính công. Về lý thuyết, trong những trường hợp nhất định, thị trường tư nhân sẽ phân bổ hàng hóa và dịch vụ giữa các cá nhân một cách hiệu quả (nghĩa là không xảy ra lãng phí và thị hiếu cá nhân phù hợp với khả năng sản xuất). Nếu thị trường tư nhân có thể mang lại kết quả tốt và việc phân phối thu nhập được xã hội chấp nhận, thì chính phủ sẽ có rất ít hoặc không có phạm vi hoạt động. Tuy nhiên, trong nhiều trường hợp, các điều kiện về hiệu suất của thị trường tư nhân bị vi phạm. Ví dụ, nếu nhiều người có thể mua cùng một hàng hóa (thời điểm hàng hóa đó được sản xuất và bán, họ bắt đầu cung cấp miễn phí tiện ích của mình cho mọi người) đồng thời (tiêu dùng không đối thủ, không loại trừ), thì thị trường tư nhân có thể cung cấp quá ít hàng hóa đó. Quốc phòng là một ví dụ về tiêu dùng không đối thủ, hoặc hàng hóa công cộng.
"Thất bại thị trường" xảy ra khi thị trường tư nhân không phân bố hàng hóa hoặc dịch vụ một cách hiệu quả. Sự tồn tại của thất bại thị trường đã đưa ra những cơ sở lý luận dựa trên việc cung cấp hiệu quả các hàng hóa và dịch vụ của tập thể hoặc chính phủ. Ngoại ứng, hàng hóa công cộng, lợi thế thông tin, nền kinh tế mạnh về quy mô và ảnh hưởng của mạng có thể gây ra thất bại thị trường. Tuy nhiên, việc cung cấp thông tin công cộng thông qua chính phủ hoặc hiệp hội tự nguyện có thể gây kém hiệu quả và thường được gọi là "sự thất bại của chính phủ".
Theo giả thuyết, các quyết định của chính phủ về phạm vi và mức độ hiệu quả của hoạt động có thể được tách biệt với việc thiết kế hệ thống thuế (tách Diamond-Mirrlees). Vì vậy, chúng ta nên thiết kế các chương trình công cộng để tối đa hóa lợi ích xã hội và trừ đi những chi phí (tính toán các chi phí lợi ích), sau đó những doanh thu cần thiết để chi trả cho chi tiêu đó được tăng lên thông qua một hệ thống thuế giúp giảm thiểu tổn thất do biến dạng kinh tế gây ra. Trên thực tế, thành lập ngân sách chính phủ hoặc ngân sách công sẽ phức tạp hơn và thường dẫn đến các hoạt động không hiệu quả.
Chính phủ có thể thanh toán chi tiêu bằng cách đi vay (ví dụ, bằng trái phiếu chính phủ), mặc dù đi vay chỉ là một phương pháp phân bố gánh nặng thuế theo thời gian chứ không phải để thay thế nó. Sự thâm hụt là chênh lệch giữa chi tiêu và thu nhập của chính phủ. Tích lũy thâm hụt theo thời gian là tổng nợ công. Tài chính thâm hụt cho phép các chính phủ giải quyết gánh nặng thuế theo thời gian và cung cấp cho các chính phủ một công cụ chính sách tài khóa quan trọng. Thâm hụt cũng có thể thu hẹp các lựa chọn của các chính phủ kế nhiệm. Cũng có sự khác biệt giữa tài chính công và tài chính tư nhân, trong tài chính công, nguồn thu nhập là gián tiếp, ví dụ, các loại thuế khác nhau (thuế cụ thể, thuế giá trị gia tăng), nhưng trong tài chính tư nhân thì nguồn thu nhập là trực tiếp.

## Quản lí tài chính công
Việc thu thập đủ các nguồn lực từ kinh tế một cách thích hợp cùng với việc phân bổ và sử dụng các nguồn lực này một cách hợp lý và có hiệu quả tạo nên một công tác quản lý tài chính tốt. Tạo nguồn lực, phân bổ nguồn lực và quản lý chi tiêu (sử dụng nguồn lực) là những thành phần thiết yếu của hệ thống quản lý tài chính công.
Các phần sau đây tạo thành chủ đề của tài chính công.
1. Chi tiêu công
2. Doanh thu công cộng
3. Nợ công
4. Quản trị tài chính
5. Tài chính liên bang

## Chi tiêu công cộng
Các nhà kinh tế phân loại chi tiêu của chính phủ thành ba loại chính. Chính phủ mua hàng hóa và dịch vụ để sử dụng trong hiện tại được gọi là chi tiêu của chính phủ,  nhằm tạo ra lợi ích trong tương lai - chẳng hạn như đầu tư cơ sở hạ tầng hoặc chi phí nghiên cứu - được gọi là đầu tư của chính phủ. Chính phủ không mua hàng hóa và dịch vụ mà thay vào đó chỉ đại diện cho việc chuyển tiền - chẳng hạn như thanh toán an sinh xã hội - được gọi là thanh toán chuyển khoản.

### Hoạt động của chính phủ
Hoạt động của chính phủ là những hoạt động liên quan đến việc điều hành một nhà nước hoặc một chức năng tương đương của một nhà nước (ví dụ: bộ lạc, phong trào ly khai hoặc phong trào cách mạng) nhằm mục đích tạo ra giá trị cho công dân. Các hoạt động đó có quyền đưa ra và thực thi các quy tắc và luật pháp trong một tổ chức dân sự, công ty, tôn giáo, tổ chức học thuật hoặc các tổ chức khác.

### Trợ cấp
- Trợ cấp thu nhập - Một số hình thức chi tiêu của chính phủ nhằm mục đích chuyển thu nhập từ nhóm này sang nhóm khác. Ví dụ, chính phủ đôi khi sẽ trợ cấp cho những người thiệt hại do thiên tai. Tương tự như vậy, các chương trình hưu trí công sẽ chuyển giao từ người trẻ sang người già. Các hình thức chi tiêu khác của chính phủ thể hiện việc mua hàng hóa và dịch vụ cũng có tác động làm thay đổi phân phối thu nhập. Ví dụ, tham gia vào một cuộc chiến tranh có thể chuyển giao sang một số thành phần của xã hội. Giáo dục công lập chuyển giao cho các gia đình có con học ở các trường này. Xây dựng đường công cộng chuyển giao từ những người không sử dụng đường sang những người có sử dụng (và cho những người xây dựng đường).
- Bảo mật thu nhập
- Bảo hiểm việc làm
- Chăm sóc sức khỏe
- Tài trợ công cho các chiến dịch

## Doanh thu chính phủ
Doanh thu của chính phủ được kiếm theo 3 cách:
- Thu nhập của chính phủ
- Thuế
- Doanh thu phi thuế (doanh thu từ các công ty thuộc sở hữu của chính phủ, quỹ tài sản có chủ quyền, bán tài sản hoặc thu hộ)
- Vay chính phủ
- Sản xuất tiền

Cách chính phủ lựa chọn để tài trợ cho các hoạt động của mình có thể có những ảnh hưởng quan trọng đến việc phân phối thu nhập và của cải (phân phối lại thu nhập) và hiệu quả của thị trường (ảnh hưởng của thuế đối với giá thị trường và hiệu quả). Vấn đề thuế ảnh hưởng như thế nào đến phân phối thu nhập có liên quan chặt chẽ đến tỷ lệ thuế, xem xét việc phân bổ gánh nặng thuế sau khi điều chỉnh thị trường. Nghiên cứu tài chính công cũng phân tích tác động của các loại thuế và hình thức vay khác nhau cũng như các mối quan tâm hành chính, chẳng hạn như thực thi thuế.

### Thuế
Thuế là một vấn đề trung tâm của nền tài chính công hiện đại. Ý nghĩa của nó không chỉ xuất phát từ thực tế rằng nó vẫn là khoản thu quan trọng nhất trong tất cả các khoản thu mà còn do mức độ nghiêm trọng của các vấn đề do gánh nặng thuế ngày nay tạo ra. Mục tiêu chính của thuế là tăng doanh thu. Một mức thuế cao rất cần thiết ở một quốc gia phúc lợi để thực hiện các nghĩa vụ của mình. Thuế được sử dụng như một công cụ để đạt được các mục tiêu xã hội nhất định, tức là, như một phương tiện phân phối lại của cải và do đó làm giảm sự bất bình đẳng. Do đó, việc đánh thuế trong chính phủ hiện đại nâng cao nguồn thu để đáp ứng chi tiêu cho các dịch vụ hành chính và xã hội, mà còn để giảm sự bất bình đẳng về thu nhập và của cải. Đánh thuế cũng có thể dùng để giảm bớt số tiền không được đi vào tiêu dùng và làm tăng lạm phát.
Thuế là một khoản phí tài chính hoặc các khoản thu khác do một bang hoặc một tổ chức tương đương có chức năng của một bang áp đặt đối với một cá nhân hoặc một pháp nhân (ví dụ: bộ lạc, phong trào ly khai hoặc phong trào cách mạng). Thuế cũng có thể được áp đặt bởi một tổ chức địa phương. Thuế bao gồm thuế trực thu hoặc thuế gián thu, có thể được trả bằng tiền hoặc dưới dạng lao động. Thuế có thể được định nghĩa là một "gánh nặng tiền tệ đặt lên cá nhân hoặc tài sản để hỗ trợ chính phủ do cơ quan lập pháp quy định." Thuế "không phải là một khoản đóng góp hoặc đóng góp tự nguyện, mà là một khoản đóng góp có hiệu lực, được xác định chính xác theo cơ quan lập pháp" và là "bất kỳ khoản đóng góp nào do chính phủ áp đặt cho dù dưới tên gọi số phí, tiền cống nạp, tiền cao cấp, gabel, mạo danh, nghĩa vụ, phong tục tập quán, tiêu thụ đặc biệt, trợ cấp, viện trợ, cung cấp hay tên khác."
- Có nhiều loại thuế khác nhau, được chia thành hai loại thuế - trực thu (theo tỷ lệ) và gián thu (có sự khác biệt về bản chất):
- Đóng dấu, đánh vào tài liệu
- Thuế tiêu thụ đặc biệt (thuế đánh vào sản xuất để bán một hàng hóa nhất định)
- Thuế bán hàng (thuế đánh vào các giao dịch kinh doanh, đặc biệt là bán hàng hóa và dịch vụ)
- Thuế giá trị gia tăng (VAT) là một loại thuế bán hàng
- Thuế dịch vụ đối với các dịch vụ cụ thể
- Thuế đường bộ; Thuế tiêu thụ đặc biệt đối với phương tiện (Anh), phí đăng ký (Mỹ), Regco (Úc), phí cấp giấy phép phương tiện (Brazil),...
- Thuế quà tặng
- Thuế nhập khẩu, thuế hải quan
- Thuế thu nhập doanh nghiệp đối với các công ty (đơn vị được hợp nhất)
- Thuế của cải
- Thuế thu nhập cá nhân (có thể đánh vào các cá nhân, gia đình như gia đình chung theo đạo Hindu ở Ấn Độ, các hiệp hội chưa hợp nhất,...)

### Nợ
Các chính phủ, giống như bất kỳ pháp nhân nào khác, có thể cho vay, phát hành trái phiếu và đầu tư tài chính. Nợ chính phủ (còn được gọi là nợ công hoặc nợ quốc gia) là tiền (hoặc tín dụng) sở hữu bởi bất kỳ cấp chính quyền nào: chính quyền trung ương hoặc liên bang, chính quyền thành phố hoặc chính quyền địa phương. Một số chính quyền địa phương phát hành trái phiếu dựa trên cơ quan thuế của họ, chẳng hạn như trái phiếu tăng thuế hoặc trái phiếu doanh thu.
Vì chính phủ đại diện cho người dân, nợ chính phủ có thể được coi là khoản nợ gián tiếp của người nộp thuế. Nợ chính phủ có thể được phân loại là nợ nội bộ, nợ các bên cho vay trong nước và nợ bên ngoài, nợ các bên cho vay nước ngoài. Các chính phủ thường vay bằng cách phát hành chứng khoán như trái phiếu chính phủ và tín phiếu. Các quốc gia kém tín nhiệm hơn đôi khi vay trực tiếp từ các ngân hàng thương mại hoặc các tổ chức quốc tế như Quỹ Tiền tệ Quốc tế hoặc Ngân hàng Thế giới.
Hầu hết ngân sách chính phủ được tính trên cơ sở tiền mặt, có nghĩa là doanh thu được ghi nhận khi thu và các khoản chi được ghi nhận khi thanh toán. Một số người coi tất cả các khoản nợ của chính phủ, bao gồm các khoản thanh toán lương hưu trong tương lai và các khoản thanh toán cho hàng hóa và dịch vụ mà chính phủ đã ký hợp đồng nhưng chưa thanh toán, là nợ chính phủ. Cách tiếp cận này được gọi là kế toán dồn tích, có nghĩa là các khoản nợ được ghi nhận khi chúng được mua lại hoặc được tích lũy thay vì khi chúng được thanh toán. Điều này tạo thành nợ công.

### Thu nhập từ phát hành tiền
Thu nhập từ phát hành tiền là doanh thu thu được từ việc phát hành tiền tệ. Nó phát sinh từ sự chênh lệch giữa mệnh giá của đồng xu hoặc tiền giấy và chi phí sản xuất, và cuối cùng đưa nó ra khỏi lưu thông. Thu nhập từ phát hành tiền là một nguồn thu quan trọng của một số ngân hàng quốc gia, mặc dù nó cung cấp một tỷ lệ doanh thu rất nhỏ cho các nước công nghiệp tiên tiến.

### Tài chính công thông qua doanh nghiệp các nước
Tài chính công ở các nền kinh tế kế hoạch hóa tập trung có những khác biệt cơ bản so với các nền kinh tế thị trường. Một số doanh nghiệp nhà nước tạo ra lợi nhuận giúp tài trợ cho các hoạt động của chính phủ .. Trong các nền kinh tế hỗn hợp khác nhau, doanh thu do các doanh nghiệp nhà nước tạo ra được sử dụng cho các nỗ lực khác nhau của nhà nước; điển hình là doanh thu do các cơ quan nhà nước và chính phủ tạo ra.

## Thống kê tài chính chính phủ và phương pháp luận
Dữ liệu kinh tế vĩ mô để hỗ trợ kinh tế tài chính công thường được gọi là thống kê tài chính hoặc tài chính chính phủ (GFS). Sổ tay Thống kê Tài chính Chính phủ 2001 (GFSM 2001) là phương pháp được quốc tế chấp nhận để biên soạn dữ liệu tài chính. Nó phù hợp với các phương pháp luận được chấp nhận trong khu vực như Hệ thống Tài khoản Châu Âu 1995 và nhất quán với phương pháp luận của Hệ thống Tài khoản Quốc gia (SNA1993) và nói chung là phù hợp với bản cập nhật gần đây nhất, SNA2008

### Đo lường khu vực công
Quy mô của các chính phủ, thành phần thể chế và mức độ phức tạp, khả năng thực hiện các hoạt động lớn và phức tạp, và tác động của họ đối với các lĩnh vực khác của nền kinh tế đảm bảo một hệ thống rõ ràng để đo lường hoạt động kinh tế của chính phủ.
GFSM 2001 giải quyết sự phức tạp về thể chế của chính phủ bằng cách xác định các cấp chính quyền khác nhau. Trọng tâm chính của GFSM 2001 là khu vực chính phủ nói chung, được định nghĩa là nhóm các thực thể có khả năng thực thi chính sách công thông qua việc cung cấp chủ yếu hàng hóa và dịch vụ phi thị trường và phân phối lại thu nhập và của cải, với cả hai hoạt động được hỗ trợ chủ yếu bởi các khoản thu bắt buộc đối với các lĩnh vực khác. GFSM 2001 phân chia chính phủ nói chung thành các phân ngành: chính quyền trung ương, chính quyền bang và chính quyền địa phương (Xem Hình 1). Khái niệm chính phủ chung không bao gồm các công ty đại chúng. Chính phủ nói chung và các tập đoàn công cộng bao gồm khu vực công (Xem Hình 2).
Khu vực chính phủ chung của một quốc gia bao gồm tất cả các tổ chức và hoạt động của khu vực phi tư nhân. Theo quy ước, khu vực chính phủ nói chung bao gồm tất cả các tập đoàn công không có khả năng trang trải ít nhất 50% chi phí của họ theo doanh thu, và do đó, được coi là những nhà sản xuất phi thị trường.
Trong Hệ thống Tài khoản Châu Âu, cụm từ "chính phủ chung" đã được định nghĩa là bao gồm:
- "Tất cả các đơn vị thể chế được coi là những nhà sản xuất phi thị trường khác có sản lượng dành cho tiêu dùng cá nhân và tập thể, và được tài trợ chủ yếu bằng các khoản thanh toán bắt buộc do các đơn vị thuộc các lĩnh vực khác thực hiện, và / hoặc tất cả các đơn vị thể chế chủ yếu tham gia phân phối lại thu nhập quốc dân và của cải ".

Do đó, các chức năng chính của các đơn vị chính phủ nói chung là:
- Tổ chức hoặc chuyển hướng các dòng tiền, hàng hóa và dịch vụ hoặc các tài sản khác giữa các tập đoàn, giữa các hộ gia đình và giữa các tập đoàn với các hộ gia đình; vì mục đích công bằng xã hội, nâng cao hiệu quả hoặc các mục đích khác được hợp pháp hóa bởi người dân - ví dụ như phân phối lại thu nhập quốc dân và của cải, thuế thu nhập doanh nghiệp do các công ty trả để tài trợ trợ cấp thất nghiệp, đóng góp xã hội của người lao động để tài trợ lương hưu hệ thống;
- Sản xuất hàng hóa và dịch vụ để đáp ứng nhu cầu của các hộ gia đình (ví dụ: chăm sóc sức khỏe của nhà nước) hoặc để đáp ứng nhu cầu chung của cả cộng đồng (ví dụ: quốc phòng, trật tự công cộng và an toàn)

Khu vực chính phủ nói chung, trong Hệ thống Tài khoản Châu Âu, có bốn phân ngành:
1. chính quyền trung ương
2. chính quyền bang
3. chính quyền địa phương
4. quỹ an sinh xã hội

"Chính quyền trung ương" bao gồm tất cả các cơ quan hành chính của nhà nước và các cơ quan trung ương khác có trách nhiệm bao trùm toàn bộ lãnh thổ kinh tế của một quốc gia, ngoại trừ việc quản lý các quỹ an sinh xã hội.
"Chính quyền nhà nước" được định nghĩa là các đơn vị thể chế riêng biệt thực hiện một số chức năng của chính phủ dưới các đơn vị ở cấp chính quyền trung ương và trên các đơn vị ở cấp chính quyền địa phương, không bao gồm việc quản lý quỹ an sinh xã hội.
"Chính quyền địa phương"  bao gồm tất cả các loại hình hành chính công mà trách nhiệm chỉ bao gồm một phần địa phương của lãnh thổ kinh tế, ngoài các cơ quan địa phương về quỹ an sinh xã hội.
"Quỹ an sinh xã hội" là một đơn vị thể chế ở trung ương, nhà nước hoặc địa phương có hoạt động chính là cung cấp các lợi ích xã hội. Nó đáp ứng hai tiêu chí sau:
- Theo luật hoặc quy định (trừ những quy định về nhân viên chính phủ), một số nhóm dân cư nhất định phải tham gia vào chương trình và phải đóng góp;
- Chính phủ chung chịu trách nhiệm quản lý đơn vị thể chế, thanh toán hoặc phê duyệt mức đóng góp và phúc lợi, độc lập với vai trò là cơ quan giám sát hoặc người sử dụng lao động.

Khung GFSM 2001 tương tự như kế toán tài chính của các doanh nghiệp. Ví dụ, nó khuyến nghị các chính phủ lập một bộ báo cáo tài chính đầy đủ bao gồm báo cáo hoạt động của chính phủ (tương tự như báo cáo thu nhập), bảng cân đối kế toán và báo cáo lưu chuyển tiền tệ. Hai điểm tương đồng khác giữa GFSM 2001 và kế toán tài chính kinh doanh là việc khuyến nghị sử dụng kế toán dồn tích làm cơ sở ghi sổ và trình bày các kho tài sản và nợ phải trả theo giá trị thị trường. Đây là một cải tiến so với phương pháp luận trước đây - Sổ tay Thống kê Tài chính Chính phủ 1986 - dựa trên các dòng tiền và không có báo cáo bảng cân đối kế toán.

### Người dùng GFS
GFSM 2001 đề xuất các bảng tiêu chuẩn bao gồm các chỉ số tài chính tiêu chuẩn để đáp ứng nhiều nhóm người dùng bao gồm các nhà hoạch định chính sách, nhà nghiên cứu và nhà đầu tư vào nợ chính phủ. Thống kê tài chính của chính phủ cung cấp dữ liệu cho các chủ đề như kiến trúc tài chính, đo lường hiệu quả và hiệu lực của chi tiêu chính phủ, tính kinh tế của thuế và cấu trúc của tài chính công. GFSM 2001 cung cấp một bản thiết kế tổng hợp, ghi chép và trình bày các khoản thu, chi, dự trữ tài sản và dự trữ nợ phải trả. GFSM 2001 cũng xác định một số chỉ tiêu về tính hiệu quả trong chi tiêu của chính phủ, ví dụ như việc trả lương cho nhân viên theo tỷ lệ phần trăm chi phí. GFSM 2001 bao gồm phân loại theo chức năng của chi phí theo định nghĩa của "Phân loại các chức năng của chính phủ" (COFOG).
Phân loại theo chức năng này cho phép các nhà hoạch định chính sách phân tích chi tiêu cho các hạng mục như y tế, giáo dục, bảo trợ xã hội và bảo vệ môi trường. Báo cáo tài chính có thể cung cấp cho các nhà đầu tư thông tin cần thiết để đánh giá năng lực của chính phủ trong việc phục vụ và trả nợ, một yếu tố chính xác định rủi ro có chủ quyền và phần bù rủi ro. Giống như rủi ro vỡ nợ của một công ty tư nhân, rủi ro có chủ quyền là một hàm số của mức nợ, tỷ lệ của nó trên tài sản lưu động, thu và chi, mức tăng trưởng dự kiến và sự biến động của các khoản thu và chi này và chi phí trả nợ. Báo cáo tài chính của chính phủ chứa các thông tin liên quan cho phân tích này.
Bảng cân đối của chính phủ trình bày mức nợ, đó là trách nhiệm của chính phủ. Các mục ghi nhớ của bảng cân đối kế toán cung cấp thông tin bổ sung về khoản nợ bao gồm thời gian đáo hạn của khoản nợ và khoản nợ đó là của người cư trú trong nước hay bên ngoài. Bảng cân đối kế toán cũng trình bày cách phân loại tài sản tài chính và phi tài chính.
Những dữ liệu này giúp ước tính các nguồn lực mà chính phủ có thể tiếp cận để trả nợ. Báo cáo hoạt động (báo cáo thu nhập) chứa các tài khoản doanh thu và chi phí của chính phủ. Các tài khoản doanh thu được chia thành các tài khoản phụ, bao gồm các loại thuế khác nhau, đóng góp xã hội, cổ tức từ khu vực công và tiền bản quyền từ tài nguyên thiên nhiên. Cuối cùng, tài khoản chi phí lãi vay là một trong những yếu tố đầu vào cần thiết để ước tính chi phí trả nợ.

### Dữ liệu tài chính được sử dụng trong phương phápGFMS 2001
GFS có thể được truy cập thông qua một số nguồn. Quỹ Tiền tệ Quốc tế xuất bản GFS thành hai phần: Thống kê Tài chính Quốc tế và Niên giám Thống kê Tài chính Chính phủ. Ngân hàng Thế giới thu thập thông tin về nợ nước ngoài. Ở cấp độ khu vực, Tổ chức Hợp tác và Phát triển Kinh tế (Dibidami) biên soạn dữ liệu tài khoản chính phủ chung cho các thành viên và Eurostat, theo một phương pháp tương thích với GFSM 2001, biên soạn GFS cho các thành viên của Liên minh Châu Âu.